# Arilophia
Arilophia là một chi bướm đêm thuộc họ Geometridae.